# Anne Vabarna
Anne Vabarna (Võpolsova, 1877. december 21. – Tonja, 1964. december 7.) észt-szetu énekesnő.

## Életútja
1877. december 21-én született Võpolsova faluban a Peipus-tó partján. Az éneklést édesanyjától örökölte, akitől nem tudta átvenni a teljes dalrepertoárt, mert édesanyját hétévesen elveszítette. További dalokat tanult nagynénjétől, a testvére tanyáján élő asszonytól és a falu többi énekesétől. 19 évesen férjhez ment, és a közeli Tonja faluba költözött, ahol kilenc gyermeke született. Az 1920-as években énekesnőként vált ismertté. Az 1930-as évektől Szetuföldön kívül is fellépett szerte Észtországban; az August Pulst által szervezett népzenész kirándulásokon Finnországban és a második világháború után Moszkvában, valamint számos alkalommal Tallinnban.
1914-ben, majd 1923 nyarán találkozott Armas Otto Väisänen finn népzenegyűjtővel, akivel együttműködve 8500 verssor született, köztük a szetuk első (esküvői) 5580 soros eposza a Suurõq sajaq, amelyet 1923-ban vettek fel fonográfra.
1927-ben Paulopriit Voolaine (1899–1985), a Tartui Egyetem Filológiai Karának hallgatója felkérésére elmondta a szetu nyelvű Peko eposzt. 1928 elején Voolaine az Eesti Kirjandus (Észt irodalom) folyóiratban publikálta az eposz kivonatát.
1927 végén ismét Voolaine kérésére hat hét alatt diktálta le az Ale című versesregényt. A kézirat összesen 10 042 sort tartalmazott két jegyzetfüzetben, és két hónappal később Voolaine bemutatta az észt közönségnek a népi elbeszélő új művét. Anne Wabarna és Woolaine együttműködése tovább folytatódott, és az utóbbi kezdeményezésére Anne továbbfejlesztette a Peko témát. Az eredmény 1929 végére elkészült. A Peko-eposz II. része, amely 4318 sort tartalmazott.

## Emlékezete
A Szetuföldi az eredeti szetu kultúra megőrzése terén végzett kiemelkedő munkáért Anne Vabarna-díjat alapított és adományoz.

## Családja
Dédunokája, Jane Vabarna (1980) észt kulturális és művészeti személyiség, a szetu kultúra népszerűsítője, a kézimunka mestere. Ükunokája, Jalmar Vabarna (1987) észt nép- és popdalok előadója.

## Fordítás
- Ez a szócikk részben vagy egészben  a(z)   Вабарна, Анне című orosz Wikipédia-szócikk ezen változatának fordításán alapul.  Az eredeti cikk szerkesztőit annak laptörténete sorolja fel. Ez a jelzés csupán a megfogalmazás eredetét és a szerzői jogokat jelzi, nem szolgál a cikkben szereplő információk forrásmegjelöléseként.
- Ez a szócikk részben vagy egészben  az   Anne Vabarna című észt Wikipédia-szócikk ezen változatának fordításán alapul.  Az eredeti cikk szerkesztőit annak laptörténete sorolja fel. Ez a jelzés csupán a megfogalmazás eredetét és a szerzői jogokat jelzi, nem szolgál a cikkben szereplő információk forrásmegjelöléseként.